# Evangelische Stadtkirche Dinslaken

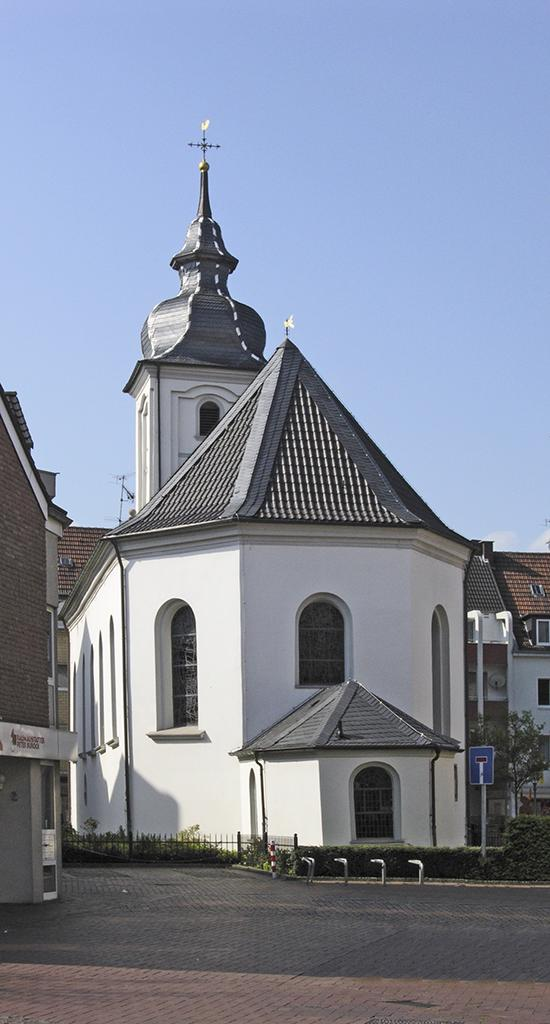
Stadtkirche

Die evangelische Stadtkirche ist ein denkmalgeschütztes Kirchengebäude in der Altstadt von Dinslaken, einer Stadt im Kreis Wesel in Nordrhein-Westfalen. Sie ist eine der Predigtstätten der Evangelischen Kirchengemeinde Dinslaken im Kirchenkreis Dinslaken der Evangelischen Kirche im Rheinland.

## Geschichte und Architektur
1648 bekamen die reformierten Gemeinden am Niederrhein das Recht, Kirchen zu bauen. Statt eines Wetterhahns setzten sie teilweise als Zeichen für die durchkämpfte Glaubensnot und die bewahrte Gemeinschaft einen Engel mit Posaune, auch Geusendaniel genannt, auf das Dach. Am Ende des Dachfirsts der Stadtkirche befindet sich ein solcher Engel als Wetterfahne.
Die erste, 1653 gebaute Kirche fiel 1717 zusammen mit zehn umliegenden Häusern einem Brand zum Opfer.
Der Rechtecksaal aus verputztem und weiß gekalktem Backstein wurde von 1720 bis 1722 nach Plänen des Architekten Bartolomeo Salla errichtet. Salla war ein wandernder Architekt, der sich auf einen harmonischen, schlichten Barockstil verstand. Auftraggeber war die evangelisch-reformierte Kirchengemeinde. Noch vor der Fertigstellung stürzte der Turm ein, weil die ausführenden Handwerker sich nicht an die Pläne Sallas hielten, um Kosten zu senken. Durch statische Fehler und schlechte Bauausführung sind ständige Sicherungs- und Restaurierungsmaßnahmen notwendig. Innen ist über einer Pilastergliederung eine Spiegeldecke eingezogen. Der Chor schließt dreiseitig. Der in die Eingangsfassade eingeschnittene Kirchturm ist mit einer Laterne bekrönt.
Die Orgelempore und die Sakristei im Chorscheitel entstanden bei einer Restaurierung 1904. In den Jahren 2000 und 2001 wurde das Gebäude umfangreich saniert.

## Ausstattung
- Die reich mit Schnitzereien verzierte, nicht farbig gefasste Kanzel wurde 1723 eingebaut.
- Zwei Leuchterkronen aus Messing stammen aus der Zeit um 1700.

### Kirchenfenster
Die ursprünglichen Fenster der Stadtkirche waren nach reformatorischer Weise schlicht weiß gehalten, um 1900 jedoch wurden sie durch farbige Motivfenster ersetzt. Diese wurden im Zweiten Weltkrieg zerstört, nur ein paar Fragmente blieben erhalten und wurden als Bruchstücke in das Mittelfenster eingesetzt. 1976 regte Pastor Ronny Schneider die Neuausstattung mit bildhaften Fenstern an. Diese wurden 1980 vom Trierer Glaskünstler Werner Persy gestaltet. Zum Bildprogramm des aus 15 Fenstern bestehenden Themenzyklus gehört die Auferstehung wie das Leid am Kreuz.

### Orgel
Die Orgel geht zurück auf ein Instrument, das 1722 von dem Orgelbauer Thomas Weidtman (Ratingen) erbaut wurde. Das Orgelgehäuse ist bis heute vollständig erhalten. Das Werk wurde mehrfach erneuert. Das Instrument wurde Ende des 19. Jahrhunderts von den Hoforgelbauern Gebrüder Euler (Gottsbüren bei Hofgeismar) neu errichtet und ausgebaut, und nach dem Zweiten Weltkrieg erneut vollständig reorganisiert. Die Orgel hat 19 Register auf zwei Manualen und Pedal. Die Trakturen sind mechanisch.
| I Hauptwerk |                   |       |
| 1.          | Gedacktpommer     | 16′   |
| 2.          | Principal         | 8′    |
| 3.          | Spitzgamba        | 8′    |
| 4.          | Hohlflöte         | 8′    |
| 5.          | Octave            | 4′    |
| 6.          | Gedacktflöte      | 4′    |
| 7.          | Rauschquinte II   | 2 ⁄3  |
| 8.          | Terzglockenton II | 1 3⁄5 |
| 9.          | Mixtur IV         | 1 ⁄3  |

| II Positiv |                |    |
| 10.        | Gedackt        | 8′ |
| 11.        | Querflöte      | 4′ |
| 12.        | Octave         | 2′ |
| 13.        | Scharff III-IV |    |
| 14.        | Krummhorn      | 8′ |

| Pedalwerk |               |         |
| 15.       | Subbass       | 16′     |
| 16.       | Octavbass     | 8′      |
| 17.       | Choralbass II | 4′ + 2′ |
| 18.       | Trompete      | 8′      |
| 19.       | Posaune       | 16′     |

### Glocken
Im Kirchturm befinden sich zwei Stahlglocken, die 1919 vom Bochumer Verein gegossen wurden. Die Schlagtöne sind fis′ und a′. Die Inschriften lauten: „Ehre sei Gott in der Höhe“ und „Friede auf Erden“.